# Nuncia stabilis
Nuncia stabilis är en spindeldjursart som beskrevs av Forster 1954. Nuncia stabilis ingår i släktet Nuncia och familjen Triaenonychidae. Inga underarter finns listade i Catalogue of Life.